# Ochtiná
Ochtiná és un poble i municipi d'Eslovàquia. Es troba a la regió de Košice, a l'est del país.

## Història
La primera referència escrita de la vila data del 1243.

## Demografia
| Godina             | 1994 | 2004   | 2014   | 2024   |
| ------------------ | ---- | ------ | ------ | ------ |
| Nombre de persones | 503  | 551    | 533    | 535    |
| Diferència         |      | +9,54% | −3,26% | +0,37% |

| Godina             | 2023 | 2024   |
| ------------------ | ---- | ------ |
| Nombre de persones | 531  | 535    |
| Diferència         |      | +0,75% |